# Chad Beyer
Chad Beyer (Kansas City, 15 de agosto de 1986) es un ciclista estadounidense que fue profesional entre 2009 y 2017.
Su papel más destacado hasta la fecha fue la consecución de la clasificación de la regularidad en el Tour de Romandía 2010.

## Palmarés
2017
- 1 etapa del Grand Prix Cycliste de Saguenay[1]

## Resultados en Grandes Vueltas
| Carrera | Carrera         | 2009 | 2010 | 2011  | 2012 | 2013 | 2014 | 2015 | 2016 | 2017 |
| ------- | --------------- | ---- | ---- | ----- | ---- | ---- | ---- | ---- | ---- | ---- |
|         | Giro de Italia  | —    | —    | 152.º | —    | —    | —    | —    | —    | —    |
|         | Tour de Francia | —    | —    | —     | —    | —    | —    | —    | —    | —    |
|         | Vuelta a España | —    | —    | —     | —    | —    | —    | —    | —    | —    |

—: no participa

Ab.: abandono<